# Gârbău
Gârbău – wieś w Rumunii, w okręgu Kluż, w gminie Gârbău. W 2011 roku liczyła 704 mieszkańców.